# 니컬러스 머리 버틀러

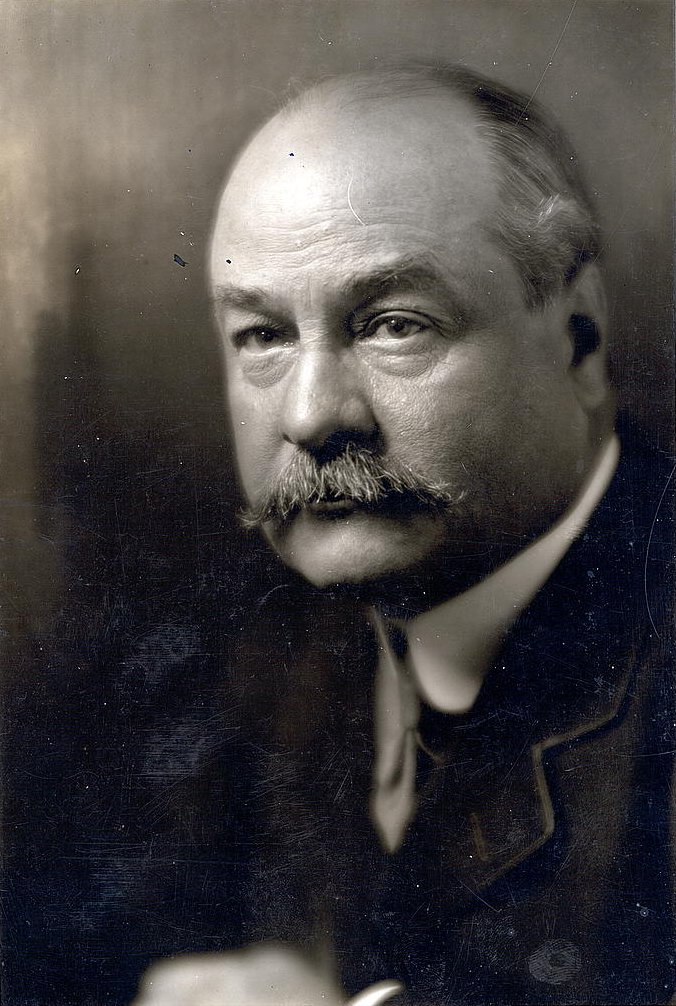
니컬러스 머리 버틀러

니컬러스 머리 버틀러(Nicholas Murray Butler, 1862년 4월 2일 ~ 1947년 12월 7일)는 미국의 철학자, 외교관, 교육자로 1931년 제인 애덤스와 함께 노벨 평화상을 수상했다.
1862년 뉴저지주 엘리자베스에서 제조업자의 아들로 태어났으며 컬럼비아 대학을 졸업했다. 파리와 베를린에서 학업을 계속했으며 1887년에는 컬럼비아 대학 교육 대학을 설립했다. 그 후 1890년부터 1891년까지 존스 홉킨스 대학교 강사를 지냈으며 1902년부터 1945년까지 컬럼비아 대학교 총장, 1925년부터 1945년까지 카네기 국제평화재단 이사장을 지냈다.
1912년 대통령 선거에서 공화당의 윌리엄 하워드 태프트 후보로부터 부통령 후보로 뽑힌 제임스 S. 셔먼 후보가 선거를 앞두고 사망한 이후 새 부통령 후보로 뽑혔지만 태프트 후보는 득표수 3,486,242표, 득표율 23.2%, 선거인단 8석을 기록하면서 진보당의 시어도어 루스벨트 후보(득표수 4,122,721표, 득표율 27.4%, 선거인단 88석)와 민주당의 우드로 윌슨 후보(득표수 6,296,284표, 득표율 41.8%, 선거인단 435석으로 당선)에 밀려 낙선하고 만다. 1920년과 1928년에 실시된 공화당 대통령 후보 경선에서도 출마했지만 모두 낙선했다.

## 역대 선거 결과
| 선거명      | 직책명        | 대수 | 정당   | 득표율 | 득표수 (선거인단) | 결과 | 당락 |
| ----------- | ------------- | ---- | ------ | ------ | ----------------- | ---- | ---- |
| 1912년 선거 | 미국의 부통령 | 28대 | 공화당 | 23.18% | 3,486,333표 (8명) | 3위  | 낙선 |